# Ходине
Хо́дине — село в Україні, у Шалигинській селищній громаді Шосткинського району Сумської області. Населення становить 394 осіб. До 2016 орган місцевого самоврядування — Ходинська сільська рада.

## Географія
Село Ходине Село розташовано за 30 км від м. Глухова, біля витоків річки Лапуга, нижче за течією на відстані 1.5 км розташоване село Гудове.

## Історія
- Село Ходине відоме з другої половини XVII ст.

12 червня 2020 року, відповідно до розпорядження Кабінету Міністрів України № 723-р «Про визначення адміністративних центрів та затвердження територій територіальних громад Сумської області», село увійшло до складу Шалигинської селищної громади.
19 липня 2020 року, в результаті адміністративно-територіальної реформи та ліквідації Глухівського району, село увійшло до складу новоутвореного Шосткинського району.

#### Російське вторгнення в Україну (з 2022)
3 березня 2023 року о 15:50 був обстріл з міномету по с. Ходине − 15 прильотів. Пошкоджено 3 житлових будинки.
 29 липня 2024 року населений пункт вчергове обстріляли російські війська. Зафіксовано 8 вибухів, ймовірно ствольна артилерія 152 мм. 
1 серпня 2024 року село знову обстріляв російський агресор. Зафіксовано 2 вибухи, ймовірно міномет 120 мм.     
26 серпня 2024 року російські загарбники продовжували обстрілювати прикордонні території Сумської області. Зокрема в селі було зафіксовано 1 вибух, ймовірно міномет 120 мм.      

## Відомі люди
- Абрютін Сергій Миколайович (1983-2014) — солдат Збройних сил України, учасник російсько-української війни[7].

## Соціальна сфера
- Дитячий садок «Сонечко».
- Школа I–II ст.

## Пам'ятки
- Братська могила солдат ВВВ